# Temple Buttress
Temple Buttress ist ein 1150 m hoher und steiler Grat auf der Insel Heard im südlichen Indischen Ozean. Er erstreckt sich vom Budd Peak nach Südosten zum Kopfende des Fiftyone-Gletschers.
Namensgeber ist Phillip Temple, der an der erfolgreichen Besteigung des Big Ben im Jahr 1965 beteiligt war.